# Monique Henderson
Monique Marie Henderson (* 18. Februar 1983 in San Diego) ist eine US-amerikanische Sprinterin, die sich auf die 400-Meter-Strecke spezialisiert hat, und Staffelolympiasiegerin.
1999 wurde Monique Henderson in Bydgoszcz Jugendweltmeisterin in 52,28 s.
2000, im Alter von 17 Jahren, stellte sie mit 50,74 s einen USA-Junioren- und High-School-Rekord über 400 Meter auf. Daraufhin wurde sie in die amerikanische Olympiamannschaft aufgenommen, kam aber nicht zum Einsatz.
2002 wurde sie in Kingston zweifache Juniorenweltmeisterin im 400-Meter-Lauf (51,10 s) und mit der 4-mal-400-Meter-Staffel der Vereinigten Staaten.
Bei den Olympischen Spielen 2004 in Athen gewann sie die Mannschaftsgoldmedaille in der 4-mal-400-Meter-Staffel zusammen mit ihren Teamkolleginnen DeeDee Trotter, Sanya Richards und Monique Hennagan.
2005 wurde sie bei den Weltmeisterschaften in Helsinki Siebte.
Monique Henderson hat bei einer Größe von 1,70 m ein Wettkampfgewicht von 54 kg.

## Bestzeiten
- 100 m: 11,34 s (2005)
- 200 m: 22,71 s (2004)
- 400 m: 49,96 s (2005)